# والي جونز
والي جونز (بالإنجليزية: Wali Jones)‏ مواليد 14 فبراير 1942 في فيلادلفيا، هو لاعب كرة سلة أمريكي سابق بدأ مسيرته الاحترافية في سنة 1964 وحمل الرقم 24 و23 و12 و11 و9. يبلغ طوله 6 قدم 2 بوصة (1.9 م). اعتزل اللعب في 1976.

## فرق لعب لها
- واشنطن ويزاردز
- فيلادلفيا سفنتي سيكسرز
- ميلووكي باكز
- ديترويت بيستونز

## روابط خارجية
- والي جونز على موقع إن بي أي (الإنجليزية)
- والي جونز على موقع سبورتس رفرنس (الإنجليزية)
- والي جونز على موقع كلية كرة السلة في سبورتس رفرنس.كوم (الإنجليزية)
- والي جونز على موقع ريلجم (الإنجليزية)
- والي جونز على موقع بروبوليرز (الإنجليزية)